# Ераховец, Юрий Николаевич
Юрий Николаевич Ераховец (6 мая 1964; Белоруссия, Барановичи, Белорусская ССР, СССР) — российский военнослужащий, Заслуженный военный штурман Российской Федерации. Герой Российской Федерации.

## Биография
Родился 6 мая 1964 года в Барановичи Брестской области Белорусской ССР.
В 1981 году поступил в Челябинское высшее военное авиационное училище штурманов, которое закончил в 1985 году.
Принимал участие в боевых действиях в Сирии, Афганистане и Чечне.
В 2024 году являлся доверенным лицом кандидата в президенты России Владимира Путина.

## Звания и награды
- Герой Российской Федерации (2020).
- Заслуженный военный штурман Российской Федерации (2007).
- Орден Мужества.
- Орден «За военные заслуги» (Россия).
- Медаль ордена «За заслуги перед Отечеством» (2-я степень, с изображением мечей).
- Медаль «За боевые заслуги» (СССР).
- Медаль Нестерова.
- Памятный знак городского округа, город Воронеж «Воронежцу воину-интернационалисту».

## Память
- Бомбардировщик Су-24М установили в музее под открытым небом в Новой Усмани, которым управляли штурманы: Юрий Ероховец и Николай Шпитонков, совершив подвиги[10][11].

## Издания
- Газета «На страже Родины», стр. 3 (история военная деятельность).